# Jakub Gołyński
Jakub Gołyński herbu Prawdzic z Gołymina (ur. 1434  – zm. 1500 lub 1522), wojewoda mazowiecki.
Żona Elżbieta (córka Mikołaja z Zeńboka), syn Mikołaj (pleban w Tarchominie, płocki kanonik katedralny. 
Do rodziny Gołyńskich należał Tarchomin, Jakub Gołyński ufundował kościół, zbudowany z cegły w stylu gotyku nadwiślańskiego.
Byli właścicielami Dóbr Białołęckich. W 1467 r. zwolniony przez księcia Konrada z obowiązku przekazywania do skarbu książęcego opłat z istniejącego w Tarchominie przewozu przez Wisłę. 
Prawdopodobnie miał córkę Małgorzatę, zakonnicę.